# Ectinohoplia yunnana
Ectinohoplia yunnana är en skalbaggsart som beskrevs av Moser 1919. Ectinohoplia yunnana ingår i släktet Ectinohoplia och familjen Melolonthidae. Inga underarter finns listade i Catalogue of Life.